# Liste der Monuments historiques in Juillac (Gironde)
Die Liste der Monuments historiques in Juillac (Gironde) führt die Monuments historiques in der französischen Gemeinde Juillac auf.

## Liste der Bauwerke
| Bezeichnung                     | Beschreibung | Standort | Kennzeichnung | Schutzstatus | Datum | Bild |
| ------------------------------- | ------------ | -------- | ------------- | ------------ | ----- | ---- |
| Gisement préhistorique du Vidon |              | (Lage)   | PA00083576    | Classé       | 1940  |      |